# Panyptila cayennensis
Panyptila cayennensis là một loài chim trong họ Apodidae.